# Antônio Carlos Gomes
Antônio Carlos Gomes (11 de juliol de 1836 — 16 de setembre de 1896) és considerat el més important operista brasiler amb carrera destacada sobretot a Europa. Va ser el primer compositor brasiler que va veure les seues obres presentades al Teatro alla Scala de Milà.

## Biografia, primers anys
Carlos Gomes va nàixer a Campinas on era conegut per Nhô Tonico, nom amb què signava fins i tot les seues dedicatòries. Va nàixer en un dilluns, l'11 de juliol de 1836, en una casa humil del carrer de la Matriz Nova, en la "Ciutat de les oronetes". Van ser els seus pares Manoel José Gomes i Fabiana Jaguari Gomes.
La vida d'Antônio Carlos Gomes va estar sempre marcada pel dolor. Sent un xiquet, va perdre la mare tràgicament. Son pare vivia en dificultats, amb 26 fills per a mantenir. Amb ells, va formar una banda musical, on Carlos Gomes va iniciar els seus passos artístics. Ben aviat, va revelar els seus dots musicals, incentivat pel pare i després pel seu germà, José Pedro Santana Gomes, fidel company de les hores amargues.
Amb aquesta banda, juntament amb els seus germans, farà les primeres presentacions en balls i concerts. En aquesta època, Carlos Gomes alternava el seu temps entre el treball en una sastreria cosint pantalons i americanes, i el perfeccionament dels seus estudis musicals.
Als 15 anys, compon valsos, quadrilles i polques. Als 18 anys, el 1854, compon la seua primera Missa, la Missa de Sant Sebastià, dedicada al pare i farcida de misticisme. En l'execució va cantar alguns sols. El 1857, compon la modinha Sospir del l'ànima amb versos del poeta romàntic portuguès Almeida Garrett.
Quan va complir els 23 anys, ja havia presentat diversos concerts amb el pare. Encara jove, estudià piano i cant, dedicant-se, sempre, amb interès, a l'estudi de les òperes, demostrant preferència per Verdi. Era conegut també en S. Paulo, on feia sovint concerts, i on va compondre l'Himne Acadèmic, encara avui cantat per la joventut de la Facultat de Dret. Ací, va rebre els més amplis estímuls i tots, sense discrepància, li auguraven el rumb de la Cort, al Conservatori de la qual podria perfeccionar-se. Però Carlos Gomes no podia viatjar perquè no tenia recursos.

## La fugida a Rio de Janeiro
Cert dia, pretextant nous concerts a São Paulo, Carlos Gomes hi va marxar, però, en el seu ànim, estava planejada una fugida cap a més amplis horitzons. Va aconseguir un ruc i va dir al germà, José Pedro, que anava per a Santos, on embarcaria cap a Rio de Janeiro. José Pedro va riure i li va dir que tornaria de Santos de seguida, perquè no tindria coratge d'abandonar la seua terra natal.
- Com! - va respondre el futur mestre - O tornaré coronat de glòria o tornaran només els meus ossos!
I allà se'n va anar ell, muntat en el burrinho (ruquet), fins a Santos, on va embarcar, en el vaixell Piratininga, entre fortes aclamacions d'estudiants i amics, rumb a La Cort, portant amb ell una carta de recomanació, que li facilitaria l'accés al Palau de São Cristóvão i al bondadós cor de Pere II.
Els primers dies a Rio van ser de tristesa i enyorança. Es va hostatjar en la casa del pare d'un estudiant de S. Paulo. Sentia remordiments per haver abandonat el vell pare. Un dia, això no obstant, li va escriure demanant-li perdó i revelant els seus plans. El vell músic es commovia davant del to sincer de la carta i no sols va perdonar el jove, sinó que li va donar una pensió mensual, dient-li: "Que Déu et beneïsca i et conduïsca, pròsper, avant, pel camí de Gloria. Treballa i sé feliç! Ton pare". Amb això, Carlos Gomes es va sentir més disposat a enfrontar el futur.
Presentat a l'Emperador, per mitjà de la Comtessa de Barral, el monarca, sempre amic i protector dels artistes, va encaminar-lo a Francisco Manuel da Silva, director del Conservatori de Música i també animador dels joves músics.
Carlos Gomes va tindre com a primer mestre, en contrapunt, Joaquin Giannini, famós músic italià, que va viure molt de temps al Brasil. L'any següent, el 1860, en la festa de cloenda dels cursos, Carlos Gomes va presentar una composició. Però va caure malalt, atacat de febre groga, impossibilitat de comparèixer. La seua absència va ser molt lamentada. Però vet ací que sorgeix l'imprevist: quan el mestre donaria inici a la "cantata", el jove campineiro apareix a la tarima, ulls brillant de febre, i demana la batuta per a dirigir la seua peça. Res no l'havia impedit d'anar a dirigir. El resultat va ser emocionant. Aplaudiments i més aplaudiments, als que Carlos Gomes no va poder resistir i es va desmaiar, sent portat per a casa, sense sentits. Tot això va arribar al coneixement del sobirà, que va manar portar-li una medalla d'or, com a recompensa al seu esforç i talent. Va començar, llavors, la marxa triomfal del xic campineiro.

## La primera òpera
En 4 de setembre de 1861, es va estrenar, en el Teatre de l'Òpera Nacional, A noite do castelo, el primer treball d'Antônio Carlos Gomes, basat en l'obra de Antônio Feliciano de Castilho. Va constituir una gran revelació i un èxit sense precedents, en els mitjans musicals del país. Carlos Gomes va ser portat a casa de forma triomfant per una entusiàstica multitud, que l'aclamava sense parar. L'emperador, també entusiasmat amb el succés del jove compositor, el va condecorar amb l'Orde de Rosa.
Carlos Gomes va conquistar ràpidament la Cort. Es va tornar una figura volguda i popular. Les seues cabelleres eren motiu de comentaris, i fins a ell reia dels acudits. Certa vegada, va veure un anunci, que havia sigut esmenat: de "Tònic per a cabells", van fer "Tònic, apara els cabells!". Es va virar per al seu inseparable amic Salvador de Mendonça i va dir, somrient: 
- Serà per a mi? 
Francisco Manuel acostumava a dir, a respecte del jove musicista: "El que ell és, només a Déu i a si mateix ho deu!"
L'enyorança de la seua volguda Campinas i del seu vell pare li turmentava el cor. Pensant també en la seua amada Ambrosina, noia de la família Correia do Lago, Carlos Gomes va escriure aqueixa joia que s'anomena Quem Sabe? (Qui sap?), sobre text de Bittencourt Sampaio, els versos del qual "tan lluny, de mi distant... "encara són cantats per la nostra generació.
Dos anys després d'aquest memorable triomf, Carlos Gomes presenta la seua segona òpera, Joana de Flandres, amb llibret de Salvador de Mendonça, estrenada el 15 de setembre de 1863.
Com a corol·lari de l'èxit, en la Congregació de l'Acadèmia Imperial de Belles Arts, va ser llegida una resolució del director del Conservatori de Música, comunicant que l'alumne Antônio Carlos Gomes havia estat elegit per a anar a Europa, a les expenses de l'Empresa d'Òpera Lírica Nacional, conforme contracte amb El Govern Imperial. Estava, així, concretada la vella aspiració del xic campineiro, que, encara commogut, en anar a agrair a Emperador la magnanimitat, es va recordar del seu vell pare i va sol·licitar per a aquest el lloc de mestre de la Capella Imperial. D. Pere II, entendrit davant d'aquell gest d'amor filial, va accedir.

## Europa

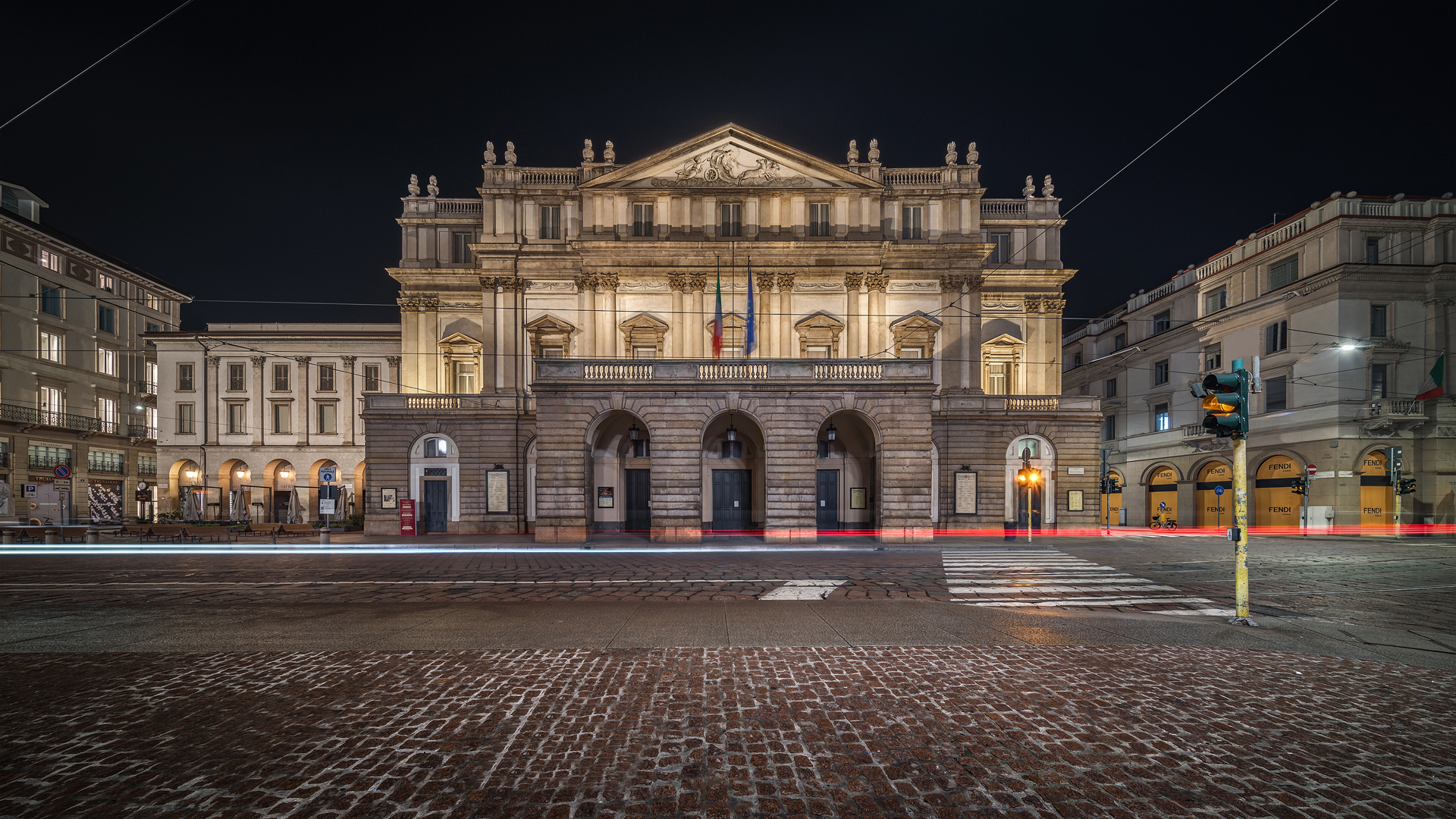
El Teatre de la Scala de Milà

L'Emperador preferia que Carlos Gomes anara a Alemanya, on pontificava el gran Wagner, però l'Emperadriu, Teresa Cristina, napolitana, li va suggerir Itàlia.
La 8 de novembre de 1863, l'estudiant va marxar, a bord del vaixell anglés Paranà, entre calorosos aplaudiments dels amics i admiradors, que es congregaven en el moll. Portava recomanacions de Pere II per al rei Ferran, de Portugal, demanant que presentara Carlos Gomes al director del Conservatori de Milà, Lauro Rossi. El jove compositor va passar per París, on va assistir a alguns espectacles lírics, però va seguir ràpidament cap a Milà.
Lauro Rossi, encantat amb el talent del jove alumne, va decidir protegir-lo i recomanar-lo als amics. El 1866, Carlos Gomes rebia el diploma de mestre i compositor i les majors lloances de tots els crítics i professors. A partir d'aquesta data, va passar a compondre. La seua primera peça musicada va ser Se sa minga, en dialecte milanés, amb llibret d'Antônio Scalvini, estrenada, l'1 de gener de 1867, en el Teatre Fossetti. Un any després, sorgia Nella Lluna, amb llibret del mateix autor, estrenada al Teatro Carcano.
Carlos Gomes ja gaudia de merescut renom en la ciutat de Milà, gran centre artístic, però continuava nostàlgic de la pàtria i buscava un argument que el projectara definitivament. Certa vesprada, el 1867, passejant per la plaça del Duomo, va sentir un xic pregonant: Il Guarany! Il Guarany! Storia interessante dei selvaggi del Brasile! Es tractava d'una pèssima traducció de la novel·la de José de Alencar, però allò va interessar de sobte el mestre, que va comprar el llibret i va buscar de seguida Scalvini, el qual també es va impressionar per l'originalitat de la història. I, així, va sorgir Il Guarany, que malgrat no ser la seua millor obra, va ser la que el va immortalitzar. La nit de l'estrena de la nova òpera va ser el 19 de març de 1870, sent una de les cantants de referència la soprano francesa Maria Constance Sass.
L'òpera va guanyar ràpidament enorme projecció. Es tractava de música agradable, amb sabor brasiler, on els indis tenien paper de primer pla. Va ser representada a tot Europa i a Amèrica del Nord.
El gran Verdi, ja gloriós i consagrat, va dir de Carlos Gomes, en aquella nit memorable: "Questo giovane comincia dove finisco io!" ("Aquest jove comença on jo acabe!").
I, en la nit del 2 de desembre de 1870, aniversari de l'Emperador Pere II, en gran gala, va ser estrenada l'òpera en el Teatre Líric Provisional, a Rio de Janeiro. Els principals passatges havien estat cantats per amadors de la Societat Filharmònica. El mestre va viure hores d'intensa consagració i emoció. Després, El Guaraní va ser duta a escena els dies 3 i 7 de desembre, sent aquesta darrera nit, en benefici de l'autor. En aquesta data, el mestre va conèixer André Rebouças. Després de l'espectacle, va haver-hi una alegre marche au flambeaux, amb música, fins al Largo de Carioca, on estava allotjat Carlos Gomes, en casa del seu amic Júlio de Freitas. Per mitjà d'André Rebouças, el compositor va ser presentat al ministre de l'Imperi, João Alfredo Correia d'Oliveira, en sa casa, a Laranjeiras. El 1871, l'1 de gener, Carlos Gomes torna a Campinas per visitar el seu germà i protector José Pedro Santana Gomes. El 18 de febrer, amb André Rebouças, s'acomiada de l'Emperador, a São Cristóvão. I, el dia 23, seguix per a Europa novament.

## Altres òperes, altres triomfs
A Itàlia, Carlos Gomes es va casar amb Adelina Péri, que va consagrar tota la seua vida al mestre. Del matrimoni van nàixer cinc fills, molt estimats pel compositor. No obstant això, d'un a un van morir a tendra edat, restant només Ítala Gomes Vaz de Carvalho, que va escriure un llibre amb què va honrar la memòria del seu gloriós pare. En la península, Carlos Gomes va escriure, Fosca, considerada per ell la seua millor obra, Salvador Rosa i Maria Tudor.
El 1866, va rebre Carlos Gomes, de nou al Brasil, una justa consagració en la Badia, on, a comanda del gran pianista portuguès, Artur Napoleão, va compondre l'Himne Camões, per al Quart Centenari del cèlebre poeta portuguès, executat simultàniament a la badia i en La Cort, amb gran èxit.
Carlos Gomes, això no obstant, no cercava només la glòria. Trencat per seguits i profunds disgustos, malalt, desil·lusionat, buscava una situació que li permetera viure en la seua pàtria i ser-li útil. El seu estat, això no obstant, era més greu del que suposava.
Tornat a Itàlia, va compondre la gran òpera Lo Schiavo, que això no obstant, per diversos motius, no hi va poder ser representada. Va ser estrenada el 27 de setembre de 1887, a Rio de Janeiro, en homenatge a la Princesa Isabel, la Redemptora, amb esplèndid èxit.

## Els últims anys

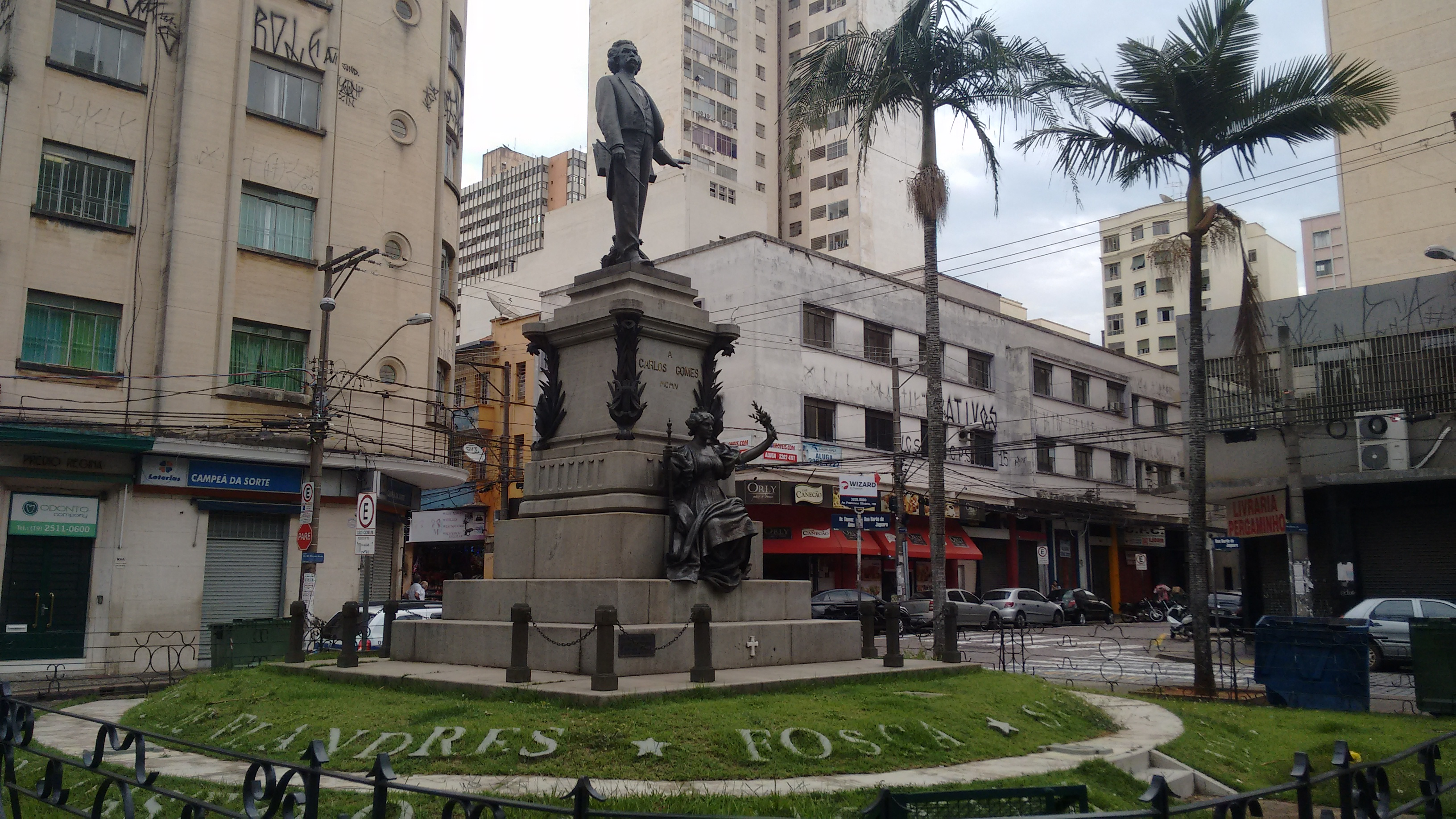
Monument a Gomes en Campinas

El 3 de febrer, una altra vegada a Itàlia, Carlos Gomes estrena, en la Scala de Milà, l'òpera Còndor, amb gran èxit. En aquesta obra hi ha una evolució d'estil que apropa el compositor al recitatiu modern.
La malaltia que posaria fi a la seua vida, en aquesta època, li feia patir dolorosament. No obstant això, les desil·lusions, les decepcions, la ingratitud dels seus compatriotes i els dolors físics encara no li havien trencat la resistència. Encara estava a l'espera del seu nomenament per al càrrec de director del Conservatori de Música, al Brasil. En aquest temps, va ser proclamada la república, i el seu gran amic i protector, Pere II, es va exiliar, amb gran tristesa de Carlos Gomes. Va compondre, encara, Colom, poema simfònic que, incomprés pel gran públic, no va obtenir èxit.
Finalment, després de tant de patiment, li va arribar una invitació. Lauro Sodré, llavors president de Pará, li va demanar que organitzara i dirigira el Conservatori d'aquell Estat. Carlos Gomes torna a Itàlia, a fi de posar en orde les seues coses, acomiadar-se dels fills i reunir elements per a una obra grandiosa que, a pesar del seu estat, sempre més greu, encara va aconseguir realitzar. Els seus amics van aconsellar-lo de fer una estada a Salso Maggiore, però ell desitjava partir, com més prompte millor, cap a la seua pàtria. Va arribar a Lisboa, per ferrocarril, i va rebre un commovedor homenatge. El 8 d'abril de 1895, en aquesta mateixa ciutat, pateix la primera intervenció quirúrgica en la llengua, sense resultats esperançadors. Embarca, en el vapor Óbidos, cap al Brasil. De pas per Funchal, té el plaer de reabraçar el seu vell amic André Rebouças, allà exiliat.
El 14 de maig, va ser rebut pel poble "paraense" amb entendridores manifestacions d'estima. La seua vida, això no obstant, estava pròxima a la fi. Es llança al treball, prodigiosament, però cau justament quan el poble de la seua terra li retribuïa l'amor i glòria que ell havia guanyat en l'exterior.
Davant del seu estat, el govern de São Paulo autoritza una pensió mensual mentre ell visquera i, per la seua mort, de cinc-cents mil reis, als seus fills, fins a completar l'edat de 25 anys. Llavors existien només dos fills del gloriós mestre.
El 16 de setembre de 1896, Brasil s'endolava, amb la mort del gran artista, del fill que tant havia honrat el nom de la seua pàtria en l'estranger. El govern de l'Estat de São Paulo va sol·licitar al de Pará les glorioses despulles, que hui es troben en el magnífic monument-túmul, a Campinas, la seua terra natal, en la Plaça Antônio Pompeu. el 1936, en tot el país, va ser celebrat el centenari del seu naixement, amb grans festivitats.

## Òperes
- Colombo
- Condor
- Fosca
- Il Guarany
- Joana de Flandres
- Maria Tudor
- A Noite do Castelo
- Salvator Rosa
- O escravo

Vegeu la partitura de Carlos Gomes disponible gratuïtament a Wikimedia Commons

## Heroi de la Pàtria
En virtut de la Llei Federal núm. 13.579, de 2017, el Congrés Nacional del Brasil va decretar la inscripció del compositor en el Llibre dels Herois i Heroïnes de la Pàtria, un memorial cenotàfic situat dintre del Panteó de la Pàtria i de la Llibertat Tancredo Neves de Brasília, creat per honorar la memòria de les persones que millor van servir en la construcció i defensa del país.